# Taroques
Taroques (em inglês: tarok) são uma sociedade agrária nas montanhas e nas planícies do sudeste de Plateau na Nigéria. Sua população é 502.000 habitantes.